# Giro della Provincia di Siracusa 2001
Il Giro della Provincia di Siracusa 2001, quarta edizione della corsa, si svolse l'11 marzo 2001, per un percorso totale di 181 km. Venne vinto dall'italiano Mario Cipollini che terminò la gara in 4h49'11".
A causa di un malfunzionamento delle attrezzature utilizzate per il fotofinish fu impossibile assegnare le posizioni comprese tra l'ottavo posto e l'ultimo.

## Percorso
Il percorso vedeva come località di partenza e arrivo Siracusa e si snodava lungo la parte meridionale della Provincia, comprendenti i centri abitati di Cassibile, Avola, Pachino, Rosolini, Noto (altezza massima: 437 m s.l.m. in località Villa Vela), Canicattini Bagni, Floridia e Belvedere.

## Ordine d'arrivo (Top 7)
| Pos. | Corridore         | Squadra       | Tempo    |
| ---- | ----------------- | ------------- | -------- |
| 1    | Mario Cipollini   | Saeco         | 4h49'11" |
| 2    | Nicola Minali     | Tacconi Sport | s.t.     |
| 3    | Marco Zanotti     | Liquigas-Pata | s.t.     |
| 4    | Federico Colonna  | Cantina Tollo | s.t.     |
| 5    | Miguel Angel Meza | Colpack-Astro | s.t.     |
| 6    | Andris Naudužs    | Selle Italia  | s.t.     |
| 7    | Biagio Conte      | Saeco         | s.t.     |